# Cătălina Cristea
Cătălina Cristea (* 2. Juni 1975 in Bukarest) ist eine ehemalige rumänische Tennisspielerin.

## Karriere
Cristea, die Hartplätze bevorzugte, begann im Alter von sieben Jahren mit dem Tennisspielen. In ihrer Profilaufbahn gelang ihr auf der WTA Tour ein Turniersieg im Doppel, auf dem ITF Women’s Circuit kamen ein Einzel- und zwei Doppeltitel hinzu.
1996 nahm sie im Einzel und im Doppel an den Olympischen Spielen teil. 2004 spielte sie für den THC im VfL Bochum in der 2. Tennis-Bundesliga und nach dem Aufstieg des THC in der Saison 2005 in der Bundesliga.

## Turniersiege

### Doppel
| Nr. | Datum       | Turnier  | Kategorie    | Belag | Partnerin       | Finalgegnerinnen                  | Ergebnis |
| --- | ----------- | -------- | ------------ | ----- | --------------- | --------------------------------- | -------- |
| 1.  | 9. Mai 1999 | Warschau | WTA Tier IVb | Sand  | Irina Seljutina | Amélie Cocheteux Janette Husárová | 6:1, 6:2 |